# صبحي سليمان
صبحي سليمان (1949 - 7 مارس 2023) هو ممثل سوري له العديد من الأعمال من مسلسلات وأفلام

## أعماله

### المسلسلات
- الهارب (2005)
- سيف بن ذي يزن (2003)
- نجوم بين الغيوم (2001)
- البواسل (2000)
- حي المزار (1999)
- العبابيد (1997)
- المحكوم (1996)
- حمام القيشاني (ج1) (1994)
- أبو كامل (ج1) (1991)
- يوميات مرحة (1990)
- غضب الصحراء (1989)
- الينابيع (1982)
- عز الدين القسام (1981)
- حرب السنوات الأربع (1980)
- الدروب القصيرة

### أفلام
- إمبراطورية غوار (1982)

### سهرة تلفزيونية
- التحقيق: النظارة المكسورة